# Ordre de bataille unioniste de Trevilian Station
Les unités et les commandants suivants ont combattu lors de la bataille de Trevilian de la Station lors de la guerre de Sécession dans les rangs de l'Union. L'ordre de bataille confédéré est indiqué séparément. L'ordre de bataille est construit à partir de l'organisation du corps pendant la bataille et les retours des pertes.

## Abréviations utilisées

### Grade militaire
- Major général
- Brigadier général
- Colonel
- Lieutenant colonel
- Commandant
- Capitaine
- Premier lieutenant

### Autre
- (b) = blessé
- mb = mortellement blessé
- † = tué au combat
- (PDG) = capturé

## Armée du Potomac

### Corps de cavalerie
Major général Philip H. Sheridan
Escorte :
- 6th United States :  Capitaine Ira W. Claflin

| Division                                                 | Brigade                                                                 | Régiments et autres |
| -------------------------------------------------------- | ----------------------------------------------------------------------- | --- |
| Première division Brigadier général Alfred T. A. Torbert | Première brigade Brigadier général George A. Custer                     | - 1st Michigan : Lieutenant colonel Peter Stagg - 5th Michigan : Colonel Russell A. Alger - 6th Michigan : Commandant James H. Kidd - 7th Michigan : Lieutenant colonel Melvin Brewer (b), Commandant Alexander Walker |
| Première division Brigadier général Alfred T. A. Torbert | Deuxième brigade Colonel Thomas Devin                                   | - 4th New York : Colonel Luigi P. DiCessnola - 6th New York : Lieutenant colonel William H. Crocker - 9th New York : Colonel William Sackett mb, Lieutenant colonel George S. Nichols - 17th Pennsylvania : Lieutenant colonel James Q. Anderson                                                                                          |
| Première division Brigadier général Alfred T. A. Torbert | Brigade de réserve (troisième brigade) Brigadier général Wesley Merritt | - 1st United States : Capitaine Nelson B. Sweitzer - 2nd United States : Capitaine Theophilus F. Rodenbough (b), Capitaine Charles McJ. Loeser (PDG), Capitaine Daniel S. Gordon - 5th United States : Capitaine William K. Arnold - 6th Pennsylvania : Capitaine J. Hinckley Clark - 19th New York (1st Dragoons) : Colonel Alfred Gibbs |
| Deuxième division Brigadier général David McM. Gregg     | Première brigade Brigadier général Henry E. Davies, Jr.                 | - 1st Massachusetts : Lieutenant colonel Samuel E. Chamberlain - 1st New Jersey : Lieutenant colonel John W. Kester - 10th New York : Commandant Mathew H. Avery - 6th Ohio : Colonel William Stedman - 1st Pennsylvania : Colonel John P. Taylor                                                                                         |
| Deuxième division Brigadier général David McM. Gregg     | Deuxième brigade Colonel John Irvin Gregg                               | - 1st Maine : Colonel Charles H. Smith - 2nd Pennsylvania : Lieutenant colonel Joseph P. Brinton - 4th Pennsylvania : Lieutenant colonel George H. Covode - 8th Pennsylvania : Colonel Pennock Huey - 13th Pennsylvania : Commandant Michael Kerwin - 16th Pennsylvania : Lieutenant colonel John K. Robison                              |
|                                                          | Brigade d'artillerie montée Capitaine James M. Robertson                | - 1st United States, Batteries H and I : Capitaine Alanson M. Randol - 2nd United States, Batteries B and L : Premier lieutenant Edward Heaton - 2nd United States, Battery D : Premier lieutenant Edward B. Williston - 2nd United States, Battery M Premier lieutenant Alexander C. M. Pennington, Jr.                                  |